# گنبد گدازه

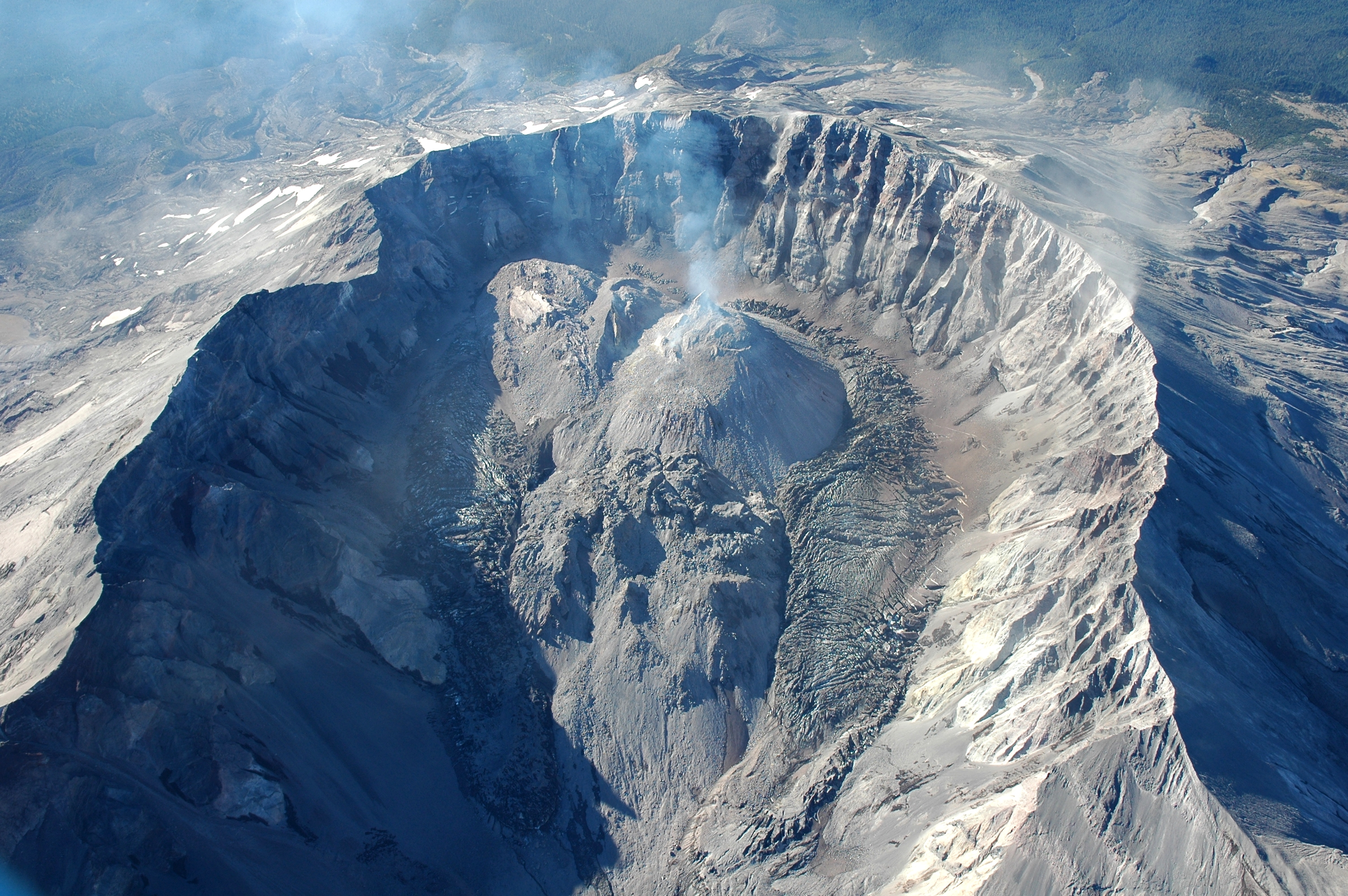
گنبد گدازه در دهانهٔ کوه سنت هلن

در آتشفشان‌شناسی، گنبد گدازه یا گنبد آتشفشانی یک برآمدگی تقریباً دایره‌ای‌شکل حاصل از گرانروی گدازه از یک آتشفشان است. زمین‌شیمی گنبد گدازه‌ها می‌تواند از بازالت تا ریولیت متفاوت باشد.